# فولوديمير ماليشيف
فولوديمير ماليشيف هو سياسي أوكراني، ولد في 26 يوليو 1950 في دونيتسك في أوكرانيا. نشط حزبياً في حزب الأقاليم. وقد انتخب نائب الشعب الأوكراني ‏ خلال فترته النيابية ‏ (12 ديسمبر 2012 – 27 نوفمبر 2014) وانتخب نائب الشعب الأوكراني ‏ خلال فترته النيابية ‏ (23 نوفمبر 2007 – 12 ديسمبر 2012) وانتخب نائب الشعب الأوكراني ‏ خلال فترته النيابية ‏ (25 مايو 2006 – 23 نوفمبر 2007).